# Kermes macrantherae
Kermes macrantherae är en insektsart som först beskrevs av Borchsenius 1960.  Kermes macrantherae ingår i släktet Kermes och familjen eksköldlöss.
Artens utbredningsområde är Azerbajdzjan. Inga underarter finns listade i Catalogue of Life.